# 甘氨酰缬氨酰甘氨酸
甘氨酰缬氨酰甘氨酸（Gly-Val-Gly）是一种三肽，化学式为C9H17N3O4。它可以甘氨酸苄酯对甲苯磺酸盐和叔丁氧羰基-L-缬氨酸为原料，经多步反应制得，它在水中结晶可以得到一水合物。它可以和N-溴代丁二酰亚胺反应，得到甲醛和异丁醛。